# Fletcher Hanks
Fletcher Hanks (Paterson, 1º dicembre 1887 – New York, 22 gennaio 1976) è stato un fumettista statunitense.
Ha realizzato, durante il periodo della golden age, diversi fumetti nei quali erano presenti eroi dotati di poteri straordinari, che punivano in maniera esemplare ed elaborata i criminali. Oltre che con il suo vero nome, ha firmato i suoi lavori con gli pseudonimi "Henry Fletcher", "Barclay Flagg", "Bob Jordan", e "Hank Christy".

## Carriera
Hanks è stato attivo per un breve periodo di tempo, compreso tra il 1939 e il 1941; ha scritto, disegnato e inchiostrato storie per la Fiction House, per la Fox Features Syndicate e per Timely Comics. Tra le sue creazioni più note: "Stardust the Super Wizard" (pubblicato su Fantastic Comics), "Tabu the Wizard of the Jungle" e "Fantomah" (pubblicata su Jungle Comics), una delle prime supereroine. Tra gli anni 1980 e gli anni 1990 le storie di Hanks sono state ristampate sulla rivista RAW, mentre nel 2007 e nel 2008 la Fantagraphics Books ha pubblicato la raccolta completa in due volumi curati da Paul Karasik dai titoli I Shall Destroy All The Civilized Planets e You Shall Die By Your Own Evil Creation! .

## Vita personale
Secondo una intervista realizzata da Paul Karasik al figlio di Hanks, il padre era un violento e un alcolista, e abbandonò la famiglia intorno al 1930. Hanks morirà nel febbraio 1976; il suo corpo congelato venne ritrovato dalla polizia su una panchina di New York.